# Bruant de Nelson
Ammospiza nelsoni
Espèce
Répartition géographique
Statut de conservation UICN

 LC  : Préoccupation mineure

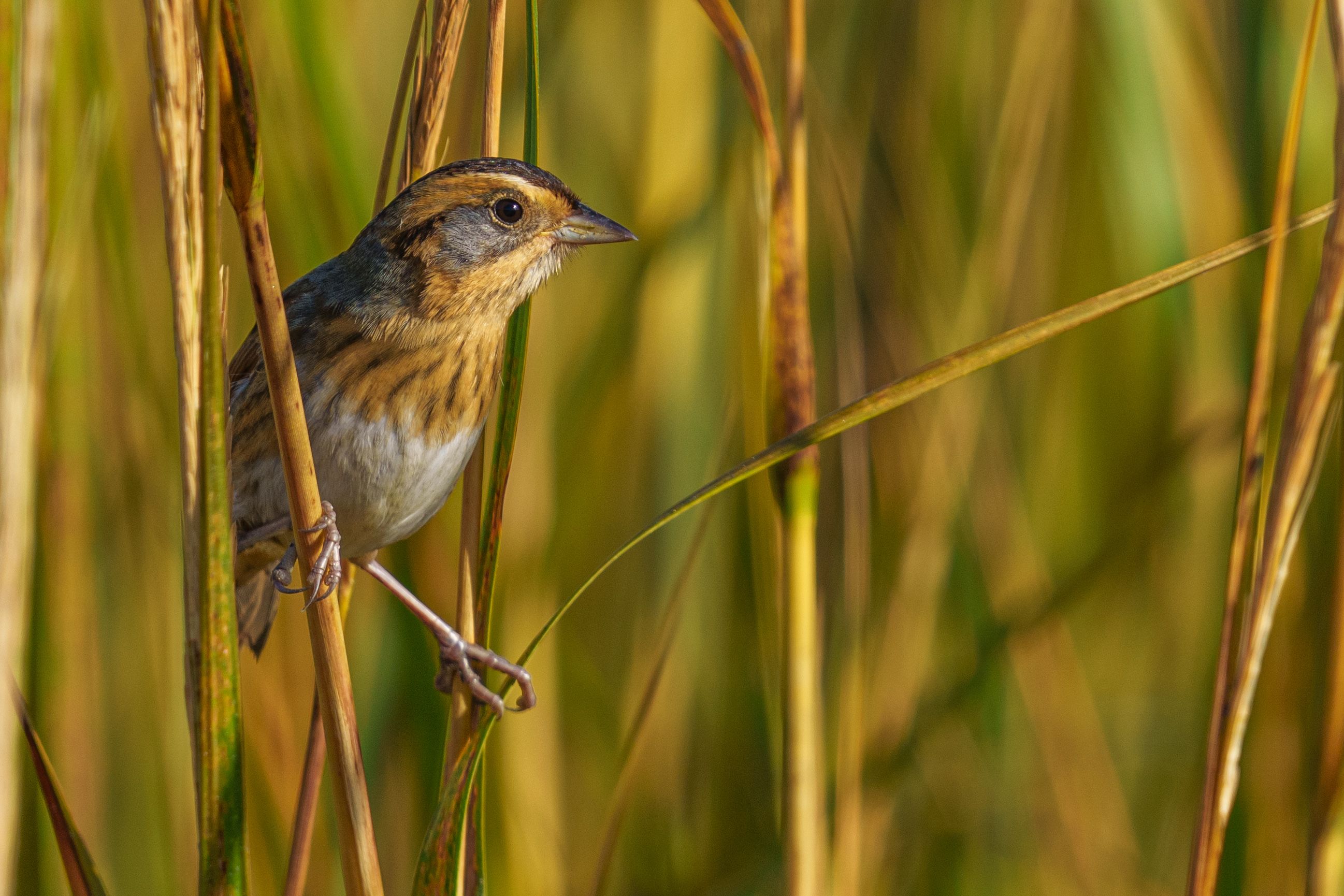
Un bruant de Nelson vers le quartier de Plumb Beach, Brooklyn. Octobre 2021.

Le Bruant de Nelson (Ammospiza nelsoni) est une espèce de passereau appartenant à la famille des Passerellidae.

## Répartition et sous-espèces
D'après Alan P. Peterson, il existe trois sous-espèces :
- Ammospiza nelsoni nelsoni Allen 1875 — Prairies canadiennes et nord des États-Unis ; hiverne en Californie
- Ammospiza nelsoni alter (Todd, 1938) — baie James et ouest du Québec ; hiverne le long du golfe du Mexique
- Ammospiza nelsoni subvirgatus Dwight, 1887 — du sud du Québec à l'île du Cap-Breton et le Maine (États-Unis) ; hiverne sur les côtes atlantiques